# Abens (rzeka)
Abens – mała rzeka w Górnej i Dolnej Bawarii. Jej źródło znajduje się przy wiosce Abens (obecnie część Au in der Hallertau) w powiecie Freising. Rzeka uchodzi, po 53 km biegu, do Dunaju koło Eining (część Neustadt an der Donau). Górny bieg rzeki przepływa przez Hallertau: łagodny, pagórkowaty teren, pokryty w większości uprawami chmielu. Za Au in der Hallertau
dolina rzeki rozszerza się, a sama rzeka zaczyna meandrować. Najważniejszym dopływem jest Ilm, która jednak początkowo była bezpośrednim dopływem Dunaju, a z Abends została połączona w wyniku regulacji rzek. Nad Abends leżą m.in.: Mainburg, Elsendorf, Siegenburg, Biburg, Abensberg i Bad Gögging.